# Padlinówka cesarska
Padlinówka cesarska (Lucilia caesar) – muchówka z rodziny plujkowatych.

## Opis
Jest to owad o metalicznie zielonym ciele, pokrytym ciemnymi włoskami. Ma krótką głowę z dużymi, czerwonymi oczami złożonymi i przezroczyste skrzydła. Osiąga długość od 6 do 11 mm.

## Występowanie i środowisko
Występuje w Europie, jest pospolita także w Polsce, często w pobliżu ludzkich osiedli. Spotykana na odchodach i padlinie, dość chętnie przylatuje do kwiatów.

## Tryb życia i zachowanie
Osobniki dorosłe prowadzą dzienny tryb życia, są spotykane od marca do października. Są sprawnymi i szybkimi lotnikami. Larwy rozwijają się w padlinie, ale też mogą powodować muszycę, jeśli jaja zostaną złożone w ranie. Dotyka ona człowieka, owiec i jeży.
Ze względu na preferencje żywieniowe, larwy padlinówki cesarskiej bywają wykorzystywane w medycynie do oczyszczania ran. Czerwie wyjadają martwą tkankę, ułatwiając gojenie się rany. Metoda ta nie daje skutków ubocznych, bywa stosowana przy leczeniu ropni oraz ran odleżynowych.

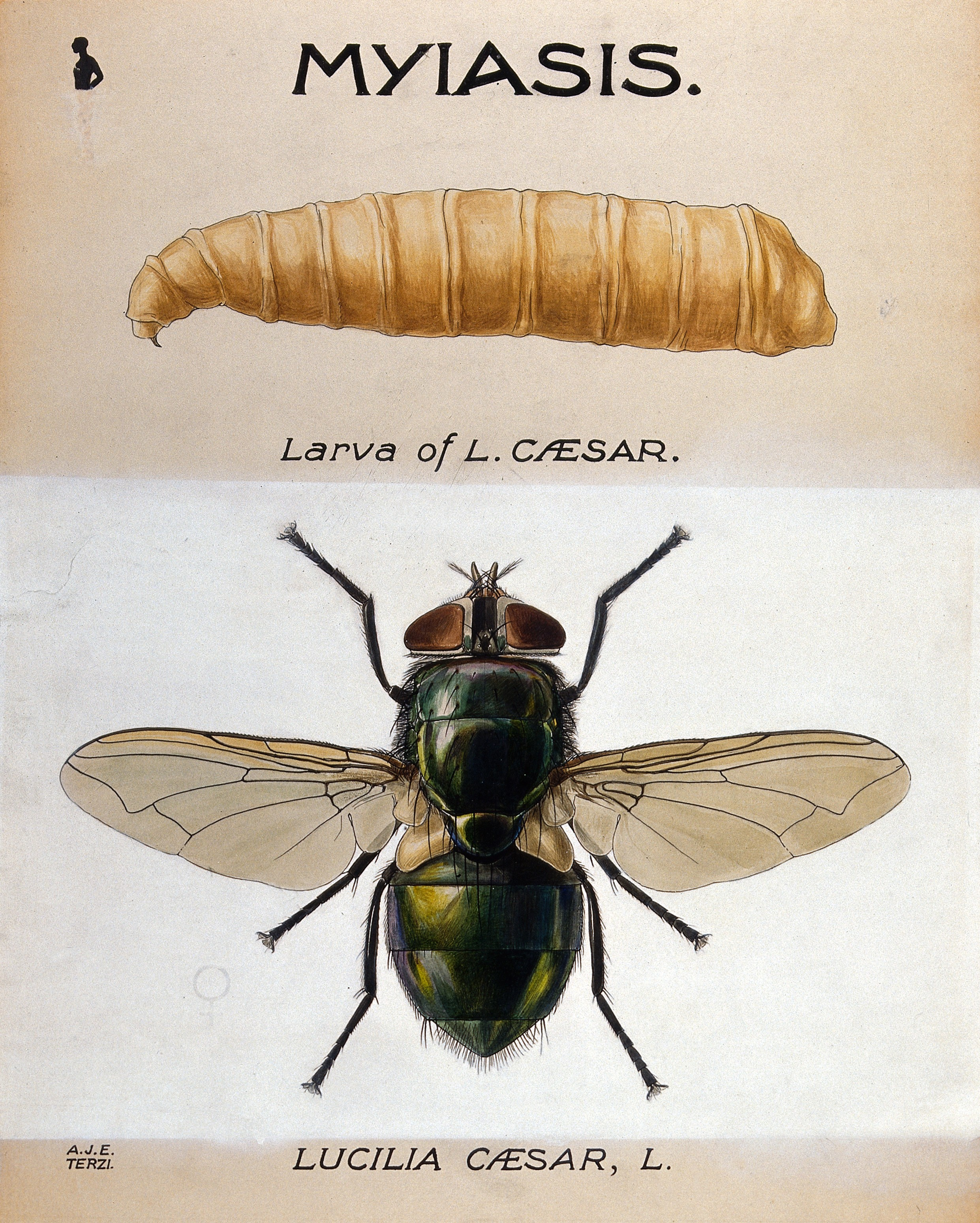
Czerw i osobnik dorosły padlinówki cesarskiej
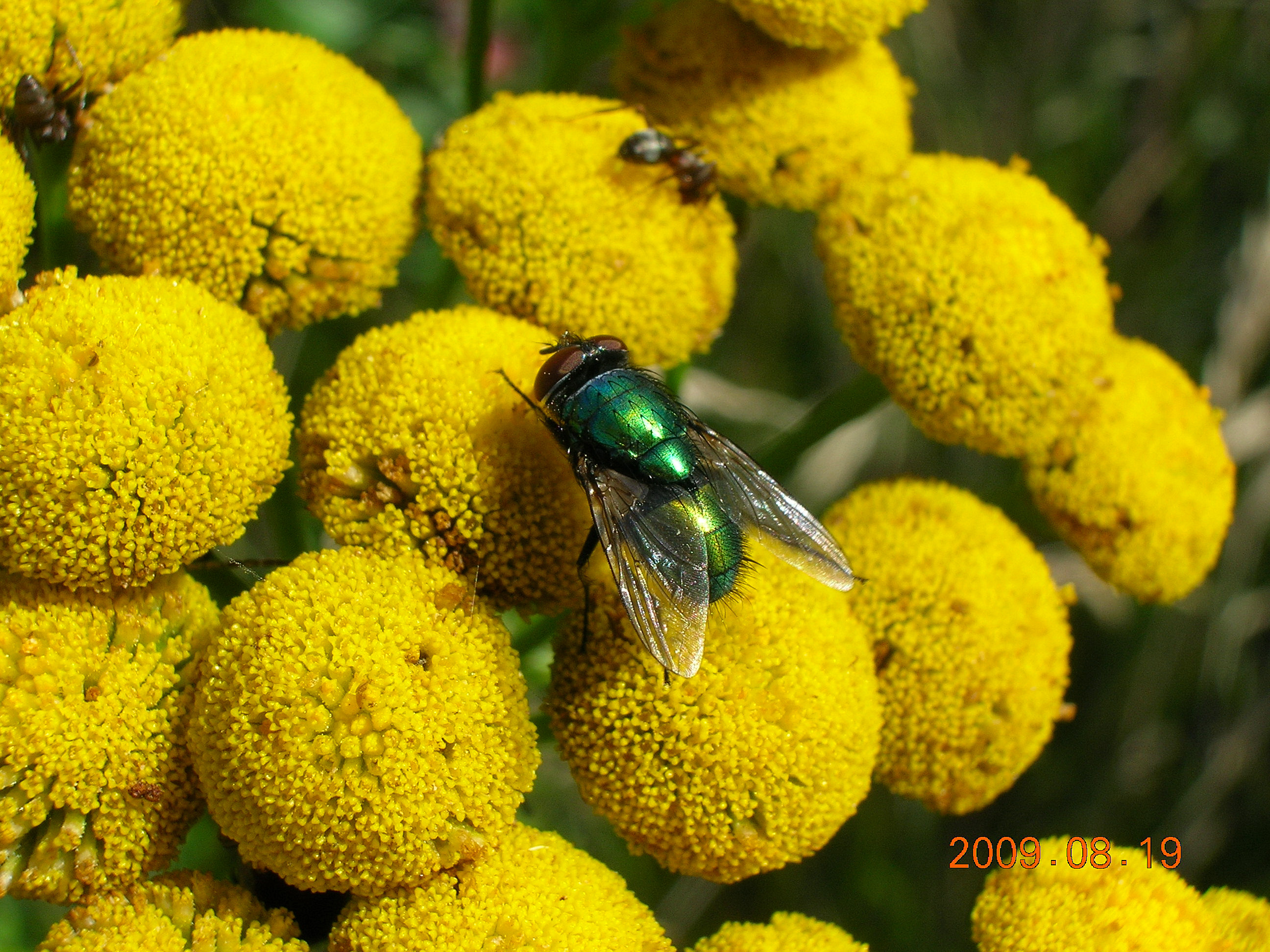
Osobnik dorosły w spoczynku na kwiatostanie.